# 도로시 드완

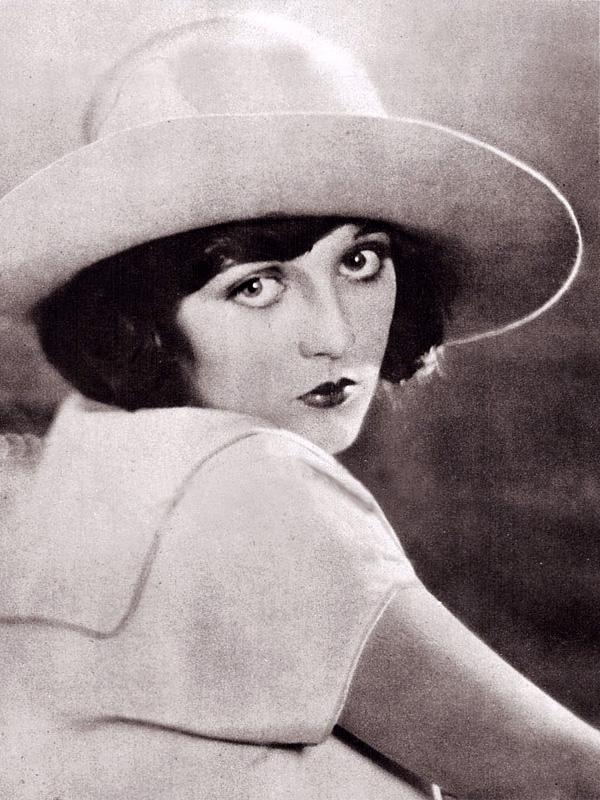

도로시 드완(Dorothy Dwan, 1906년 4월 26일 ~ 1981년 3월 17일)은 미국의 배우, 영화배우이다.
벤투라에서 사망하였다. 사인은 폐암이다.

## 영화
- 오즈의 마법사 (1925년)